# Sony Xperia P
Sony Xperia P (модельний номер — LT22i, інші назви — Sony Nypon) — смартфон із серії Sony Xperia, розроблений компанією Sony, анонсований 26 лютого 2012 року на Mobile World Congress. Однією з основних відмінностей Xperia P, що виділяють його з лінійки Xperia NXT, є суцільнометалевий корпус з полірованого алюмінію.

## Характеристики смартфону

### Апаратне забезпечення
Смартфон працює на базі двоядерного процесора ST-Ericsson NovaThor U8500, що працює із тактовою частотою 1 ГГц (архітектура ARMv7), 1 ГБ оперативної пам’яті і використовує графічний процесор Mali 400 для обробки графіки. Пристрій також має внутрішню пам’ять об’ємом 16 ГБ (користувачеві доступно 13 ГБ), без можливості її розширення за допомогою картки пам'яті. 
Апарат оснащений 4-дюймовим (101,6 мм відповідно) екраном із розширенням 540 x 960 пікселів, із щільністю пікселів 275 ppi, що виконаний за технологією TFT з «Whitemagic Technology». Особливістю цієї технології полягає в тому, що пікселі його матриці складаються не з 3 субпікселів, а з 4 (використовується додатковий білий субпіксель). Ця технологія може значно економити енергію, оскільки для відображення білого кольору використовується лише один субпіксель, а не три. Крім того, використання додаткового субпікселя робить Xperia P дисплей однією з найяскравіших серед тодішніх смартфонів (935 nit). 
Задня камера має 8-мегапіксельний Exmor R для зйомки при слабкому освітленні та може знімати Full HD-відео (1080p) із частотою 30 кадрів на секунду, доповнено відеопідсвічуванням (безперервно увімкнений спалах). Телефон також має вбудована передню 0,3-мегапіксельну камеру для відеодзвінків та відео-чату, роздільна здатність якої 640 x 480 VGA. Смартфон має різні функції, включаючи Smile detection, Sweep Panorama, 3D Sweep Multi angle і 3D Sweep panorama. 
Багато користувачів повідомили про проблему з камерою після оновлення ОС до Android ICS. У різних сторонніх програмах, які використовували камеру телефону, видошукач не міг показати повне зображення, а навпаки, напівзатемнене зображення. Іноді камера створювала зображення з чорними плямами під час зйомки в режимі 8 Мп (співвідношення сторін 4:3) у стандартній програмі камери.
Ці проблеми були виправлені в оновленні Android Jelly Bean 4.1.2, випущеному в квітні 2013 року. Але функції 3D Sweep Multi Angle і 3D Sweep Panorama, які були функціями з моменту випуску пристрою з операційною системою Android Gingerbread, були вилучені.
Дані передаються через роз'єм micro-USB, який також підтримує USB On-The-Go, і порт micro HDMI для перегляду зображень і відео з пристрою на екрані телевізора. Щодо наявності бездротових модулів Wi-Fi (802.11b/g/n), Bluetooth 2.1, DLNA, вбудована антена стандарту GPS + ГЛОНАСС. Він також має NFC (Near Field Communication), який можна використовувати з Xperia SmartTags, або для фінансових транзакцій, за допомогою відповідних програм із Google Play.
Весь апарат працює від Li-ion акумулятора ємністю 1305 мА·г, що може пропрацювати у режимі очікування 470 годин (19,6 дня), у режимі розмови — 6 годин, і важить 120 грам.

### Програмне забезпечення
Смартфон Sony Xperia P постачалася із встановленою Android 2.3 «Gingerbread», але у серпні в деяких країнах або операторах було оновлено до версії 4.0.4 «Ice Cream Sandwich». З тих пір є ряд незначних оновлень для покращення стабільності  Sony оголосила про плани оновити Xperia U до Android «Jelly Bean» 4.1 з кінця березня 2013 року. Оновлення до Android 4.1.2 «Jelly Bean» почало випускатися 24 квітня 2013 року.

## Критика
Ресурс PhoneArena поставив апарату 8.5 із 10 балів, сказавши, що «Sony Xperia P знаходиться лише в дюймі від того, щоб бути в кінці середнього класу Android-смартфонів — напакований класним залізом, хоч і відносно дешевий, враховуючи те що ви отримуєте взамін». До плюсів зараховано екран («визначна поведінка на дворі»), камера («дійсно добра»), якість дзвінків, до мінусів — Gingerbread, якість передачі кольорів.
TechRadar поставив 4/5, сказавши, що «Sony Xperia P — це смартфон, що стрибнув вище своєї голови і продовжує вражати кожного разу і з новими особливостями». Сподобались інтерфейс, процесор, камера, екран, 16 Гб вбудованої пам'яті, не сподобались — корпус («не залишиться ідеальним надовго»).
CNET UK поставив оцінку 3.5/5, сказавши, що «Sony Xperia P виглядає дорожчим, ніж є насправді». Плюсами смартфону названо екран, швидкий процесор, камера, мінусами — відсутність Ice Cream Sandwich, відсутність слоту розширення пам'яті.

### Відео
- Огляд Sony Xperia P [Архівовано 13 жовтня 2016 у Wayback Machine.] від PhoneArena (англ.)
- Sony Xperia P. Найбіліший [Архівовано 23 липня 2013 у Wayback Machine.] від Mobile I.M.H.O. (рос.)

### Огляди
- Нік Т. Огляд Sony Xperia P [Архівовано 7 травня 2013 у Wayback Machine.] на сайті PhoneArena (англ.)
- Люк Джонсон. Огляд Sony Xperia P [Архівовано 29 березня 2013 у Wayback Machine.] на сайті TechRadar (англ.)
- Наташа Ломас. Огляд Sony Xperia P [Архівовано 3 березня 2013 у Wayback Machine.] від CNET UK (англ.)